# Lista de personagens de Castlevania
Esta é uma lista de personagens de todos os personagens que participam dos jogos eletrônicos da série Castlevania (em ordem de primeira aparição na série).

## Personagens recorrentes
Dracula (ドラキュラ, Dorakyura)
Os jogos de Castlevania sempre tiveram um foco único no principal antagonista, o Dracula, que é completamente baseado no personagem do romance criado por Bram Stoker. Com algumas exceções, Dracula tem sido o vilão de todos os títulos da série. Ele almeja iniciar uma guerra contra a humanidade e tomar posse do mundo, mas tem sido impedido pelos Belmonts em cada geração de sua vida imortal. Quando derrotado, é profetizado que o Dracula retorna novamente a cada 100 anos.
Apesar de ser o vilão primário da série, seu papel é geralmente passivo e ele simplesmente espera pelo jogador em seu castelo, deixando seus monstros enfrentarem qualquer um por ele. Sua aparência varia de jogo em jogo mas algumas características sempre permanecem e, às vezes, não muda.
Death (デス, Desu)
Death, também conhecido como Deus da Morte (死神, Shinigami) no Japão, faz-se presente em quase todos os jogos da série. Death é geralmente um inimigo que deve ser enfrentado perto do fim do jogo. A maioria das fontes, como manuais de jogos, citam que ele é o braço direito do Dracula, tornando-o o mais fiel súbdito do mesmo. Algumas vezes ele tem um papel fundamental para o enredo do jogo, como em Castlevania: Lament of Innocence. Ele também participa em Castlevania: Curse of Darkness, no início do jogo sob o nome de Zead, um monge que dá informações do paradeiro de Isaac a Hector.
Na maioria de suas aparições, Death tem uma imagem igual à personificação cultural do Ceifador. Ele veste uma longa capa preta com capuz e segura uma gadanha. Como o Dracula, ele pode transformar-se para uma segunda forma após ser derrotado no jogo.
Alucard (アルカード, Arukādo)
Alucard é o único filho de Drácula, o filho meio-vampiro do Conde e a humana Lisa. Sua arte conceitual foi feita por Ayami Kojima

## CastlevaniaeSimon's Quest
Simon Belmont (シモン・ベルモンド, Shimon Berumondo)
Simon viria a tornar famoso o legado dos Belmonts ao derrotar o Drácula. Contudo, isto fazia parte de um plano do próprio Drácula, que tinha sacrificado sua ressurreição para jogar uma maldição sobre Simon. Para acabar com a maldição, Simon teria que encontrar o corpo do Drácula. Ademais, os súditos do Drácula esconderam partes de seu corpo pela Transilvânia. Apesar disto, Simon sucessivamente encontrou todas as partes do corpo do Conde e, assim, as queimou nas ruínas do castelo dele. No mesmo momento, porém, Drácula ressuscitou através de uma parte desconhecida de Simon. Mesmo assim ele derrotou o Drácula, acabando com a maldição.
Carmilla (カーミラ, Kāmira)
Carmilla aparece em Castlevania II: Simon's Quest, Castlevania - Dracula X: Rondo of Blood, Castlevania: Circle of the Moon, Castlevania: Judgment e Castlevania: Lords of Shadow. Ela é uma serva do Conde Drácula, seu nome tem referência ao personagem do romance de terror gótico de 1872 Carmilla que antecedeu o Romance de Bram Stoker por uma década.
Sua primeira aparição na série foi como antagonista no jogo Castlevania II: Simon's Quest. Ela reapareceu depois em Castlevania: Dracula X, Castlevania: Circle of the Moon e enfim em Castlevania: Judgment. Ela é uma consagrada adoradora do caos e de Drácula. Em 1830, ela ressuscita Drácula com sucesso em seu castelo austríaco, embora ele não tivesse recuperado sua plena potência. Para recuperá-la, eles planejaram sacrificar o caçador de vampiros Morris Baldwin (pai de Hugh Baldwin e mentor de Nathan Graves) durante a lua cheia. Como Nathan Graves começou fazendo progressos no esforço para salvar seu mestre, Carmilla fez lavagem cerebral em Hugh Baldwin para desafiar Nathan numa batalha em uma canalização subterrânea (Underground Waterway). Apesar de Carmilla ter morrido durante o confronto, ela aproveitou o fato de que o ritual para restaurar as forças de Drácula estava quase encerrado.
Os nomes e visuais de Carmilla têm divergências em alguns jogos da série. Em Simon's Quest, ela era originalmente conhecida por Vampira (女吸血鬼, Jo Kyūketsuki, lit. "Vampiro Fêmea") nos manuais de instrução do jogo, embora as dicas escondidas no jogo referem-se a ela como Carmilla. Sua aparência foi interpretada como uma máscara que vazavam lágrimas de sangue. Até o lançamento de Castlevania: Rondo of Blood, Carmilla e sua máscara estavam disponíveis no jogo como um chefe. Essa foi a primeira vez na série em que ela foi referenciada pelo seu nome. Em Castlevania: Circle of the Moon, ela é chamada de Camilla.
Em Rondo of Blood, Carmilla tem uma companheira chamada Laura (ローラ, Rōra). Laura foi a protagonista e narradora central do romance original Carmilla. Ela é referida em Castlevania: Portrait of Ruin como "Serva eterna de Carmilla".A sexualidade explícita que de vez em quando é atribuído a ela (especialmente em Castlevania: Judgment),é uma referência direta (e circunstancialmente exagerada) pela sua caracterização no romance.
erro em {{japonês}}: Texto em japonês ou romaji necessário (ajuda)
A tarefa do Ferryman é levar as pessoas através de rios perigosos. Ele leva os personagens para "cumprir seu destino". Ele apareceu pela primeira vez em Castlevania II: Simon's Quest ajudando Simon a chegar em Rover Mansion. Mais tarde foi visto em Castlevania: Dracula X, Castlevania: Symphony of the Night e Castlevania: Legacy of Darkness.
Serena (Selena Ilisidi)
Ela aparece apenas uma vez na série em Castlevania: Haunted Castle. Somente sendo esposa de Simon.
No início do jogo, Ela e Simon são recém-casados, mas ela é raptada por Drácula e levada ao seu castelo. Levando Simom a começar uma busca para resgatá-la e eliminar Drácula. Ao fim do jogo, os amantes se reencontram.

## The AdventureeBelmont's Revenge
Christopher Belmont (クリストファー・ベルモンド, Kurisutofā Berumondo)
Christopher Belmont estrelou em dois jogos de Castlevania como o protagonista, ambos lançados para o sistema Game Boy. Em Castlevania II: Belmont's Revenge, Christopher tinha que resgatar o seu filho, Soleiyu Belmont, após ele ter sido sequestrado pelo Conde Dracula. Ele também foi o protagonista na série limitada de gibis de Castlevania: The Belmont Legacy que foi lançado pela IDW Publishing. Christopher foi um personagem preexistente no universo de Castlevania até antes dos jogos em que ele participou terem sido lançados, já que seu nome é mencionado no manual em versão japonesa do primeiro título de Castlevania lançado para Famicom; referenciado como o último Belmont a ter derrotado o Dracula, cem anos antes de Simon tê-lo feito.
Soleiyu Belmont (ソレイユ･ベルモンド, Soreiyu Berumondo, lit. "Soleil Belmondo")
Soleiyu Belmont participa como um personagem não-selecionável em Castlevania II: Belmont's Revenge, que foi lançado para Game Boy em 1991. Relevando o seu nome na versão japonesa do jogo, o nome "Soleiyu" era para ser, provavelmente, "Soleil", a palavra francesa que significa "Sol".
Em 1591, Soleiyu, que tinha recentemente celebrado seu aniversário, partiu viagem sozinho para explorar quatro misteriosos castelos que aparecem na névoa. Ele foi capturado pelos súditos do Dracula e almadiçoado para ser torturado pelo Conde. Com a ajuda do jovem, o Dracula foi capaz de tomar a forma de humano mais uma vez. Christopher Belmont, seu pai, resgatou-o heroicamente.

## Dracula's CurseeCurse of Darkness
Trevor C. Belmont (ラルフ・C・ベルモンド, Rarufu Shī Berumondo, lit. "Ralph C. Belmondo")
Também conhecido por Ralph C. Belmondo no japão, ele aparece em Castlevania III: Dracula's Curse, Castlevania: Judgment, Akumajo Dracula Pachislot e é um personagem selecionável em Castlevania: Curse of Darkness e também em Castlevania: Mirror of fate HD.
Ele foi o primeiro da familía Belmont a derrotar Dracula. Isso foi feito com a ajuda de Grant DaNasty, Sypha Belnades e Alucard. Ele mais tarde viria a se casar com Sypha Belnades, junto a quem teve filhos. Assim, a mistura da linhagem sanguínea dos Belnades com a linhagem dos Belmonts aumentaria significativamente o poder mágico prodigioso carregado pelos Belmonts, visto com proeminência em Juste Belmont.
Mais tarde, em Castlevania: Curse of Darkness, ele desempenha um papel secundário, o qual ele investiga um estranho aumento da maldição de Drácula na região de Valáquia. Trevor enfrenta Hector, um forjador de demônios, que apesar de tratá-lo com desprezo no início, ele o ajuda em sua busca. Após ser cruelmente ferido por Isaac, Julia LaForeze encontra-o a tempo, mas ele está impossibilitado de fazer alguma coisa para o resto da batalha. Enquanto isso, Hector consegue deter Issac e enviar o Castelo de Dracula de volta ao abismo, efetivamente Dracula's Curse ocorreu três anos antes dos acontecimentos em Curse of Darkness. Então, apesar da derrota quase fatal de Trevor, sua missão estava completa. No jogo, ele é desbloqueado após encerrar a campanha com Hector.
Ele, junto de Sypha Belnades e Grant DaNasty faz uma pequena aparição em Castlevania: Symphony of the Night, quando zumbis representam o trio antagonizando eles contra Alucard. Os mesmos zumbis também aparecem em Castlevania: Portrait of Ruin quando Jonathan Morris e Charlotte viajam para Nest of Evil.
Até a era de Simon Belmont, (como mostrado em Castlevania: Judgment) Trevor Belmont é procurado por seus futuros descendentes, junto de sua esposa Sypha, seu aliado Alucard e seu amigo Grant, conhecido como os Três Maiores. Isso inclui Simon, que está preso em uma fenda no tempo (Time Rift) e deve procurá-los para provar seu valor.
Grant Danasty (グラント・ダナスティ, Guranto Danasuti)
Grant Danasty é um personagem de Castlevania III: Dracula's Curse e Castlevania: Judgment. Seu nome era conhecido como Grant DaNasty na versão Americana de Dracula's Curse. Grant era um jovem pirata e habilidoso manejador de facas cujo navio foi afetado pela magia de Drácula. Ele foi transformado em um demônio e posto na torre de relógio da Valáquia. Quando foi derrotado por Trevor Belmont, ele se tornou um humano novamente, e decidiu ir junto com Trevor ao Castelo de Drácula.
Após a derrota de Drácula, ele supervisionou a restauração das terras que haviam sido afetadas pela maldição de Drácula. Grant assim como Trevor também havia se apaixonado por Sypha e queria se casar com ela. Entretanto, ela amava Trevor e Grant não se opôs a isso, mantendo seu ciúme oculto, e assim, ele optou por não ir ao casamento de Trevor. Após reconstruir sua frota, ele acabou caindo numa fenda no tempo, sendo desafiado a lutar contra vários campeões. Ele acreditava que a fenda no tempo poderia lhe dar a chance de refazer seu passado e reconstruir um novo presente só que casado com Sypha. Mas suas escolhas na fenda do tempo fizeram ele lutar tanto com Sypha quanto com Trevor. Após derrotá-los, ele aprendeu a virtude do perdão e esqueceu suas mágoas com Trevor. Depois que Grant foi devolvido à sua própria época, mais tarde ele não foi lembrado como aquele que ajudou a derrotar Drácula, mas como o homem que reconstruiu Valáquia (Castlevania: Judgment).
Apesar disso, Simon Belmont mostra claramente que ele é lembrado como um dos Três Maiores, e que estará sempre ligado à família Belmont como um amigo querido da família e um guerreiro forte. Seu sobrenome é provavelmente uma referência histórica a Casa de Dăneşti, que foram perseguidos pelo histórico Conde Vlad Tepes Drácula III.
Sypha Belnades (サイファ・ヴェルナンデス, Saifa Verunandesu, lit. "Sypha Fernandez")
Também chamada de Sypha Fernandez de acordo com Castlevania: Harmony of Dissonance, ela aparecem em Castlevania III: Dracula's Curse e Castlevania: Judgment. Sypha é uma sacerdotisa (é chamado de monge aprendiz em japonês) e bruxa de uma igreja, e usa seus poderes elementares em batalhas.
Sypha escondeu seu sexo para se tornar uma caçadora de vampiros, ela lutou pela igreja para destruir o mal, embora suas irmãs bruxas tenham sido perseguidas pela mesma. Ela entrou em uma jornada para enfrentar Drácula. No seu caminho à procura de Drácula, ela acaba caindo em uma fenda no tempo. E decidiu por si mesma a enfrentar todos aqueles contaminados pela maldição de Drácula, apesar de não estarem conscientes de que lado eles estão. Após a saída da fenda no tempo, ela foi devolvida à sua época (Castlevania: Judgment). Sypha voltou a sua busca pelo senhor das trevas, mas foi derrotada por um de seus asseclas, o Ciclope, e aprisionada em uma pedra. Ela foi libertada quando Trevor Belmont matou o Ciclope, assim, ela auxiliou Trevor na caçada contra Drácula. Após a revelação de seu verdadeiro sexo e a morte de Drácula, Sypha e Trevor se casaram, acrescentando a aptidão mágica de Sypha à linhagem sanguínea dos Belmonts.
No manual de instruções da versão japonesa de Dracula's Curse, é afirmado que Sypha perdeu seus pais quando era jovem, e foi encontrada vagando próximo a um mosteiro na Valáquia. Ela foi adotada pelos monges lá. Em Castlevania: Judgment, diz que ela pertencia a um grupo de bruxas que foram executadas como resultado das tramas de Drácula. No título Judgment é confirmado que Grant realmente tinha uma grande paixão por Sypha desde seu primeiro encontro em Castlevania, no entanto, lhe faltou confessar seus sentimentos a ela, deixando Sypha cair nos braços de Belmont. Apesar disso, é dito que Sypha perdeu seu amigo, quando Grant recusou o convite para o casamento e ter desaparecido (que na verdade, foi pego pela fenda no tempo). Mas ao voltar, ele reata sua amizade com Trevor e Sypha. Apesar desse breve momento de confusão, Grant, Sypha e Trevor são conhecidos na história dos Belmonts como os Três Maiores, amigos e guerreiros supremos, um exemplo para todos os seus descendentes seguirem.
Hector (ヘクター, Hekutā)
O protagonista principal de Curse of Darkness.
Hector é um ex-mestre de uma habilidade conhecida como "Forjamento de Demônios", ele traiu Drácula por uma vida normal. Ele teve que retomar seus poderes novamente para poder derrotar Isaac e mais uma vez trazer a paz à região. Ele também carrega consigo, uma incrível semelhança com Alucard.
Isaac (アイザック, Aizakku)
Parceiro de "Forjamento de Demônio" de Hector, ele permaneceu leal ao Dracula após Hector tê-lo derrotado alguns anos antes do começo do jogo. O jogador luta contra Isaac duas vezes ao longo do jogo.
Julia Laforeze (ジュリア・ラフォレーゼ, Juria Raforēze)
Irmã de Isaac, que é uma bruxa. Ela providencia itens para o jogador numa loja. Hector faz nota de que ela compartilha semelhanças com Rosaly, sua falecida amante.
Saint Germain (サンジェルマン, Sanjeruman)
Uma pessoa que é contra o Dracula e que é um viajante do tempo. Ele constantemente solicita a Hector a abandonar a sua jornada mas nunca consegue convencê-lo. Ele luta contra Hector em certo ponto no jogo.
erro em {{japonês}}: Texto em japonês ou romaji necessário (ajuda)
No começo, ajuda Hector a conseguir mais poder e dando informações de Isaac, mas assim que sua meta é atingida, ele revela sua verdadeira forma - Death.

## Rondo of BloodeSymphony of the Night
Richter Belmont (リヒター・ベルモンド, Rihitā Berumondo)
Estreou como protagonista em Castlevania X: Rondo of Blood, (e também nos remakes Dracula X: Chronicles e Castlevania: Dracula X, esse último para o SNES) Symphony of the Night e Akumajō Dracula: The Medal (um arcade jogado em máquinas Pachinko).
Sua primeira aparição foi como personagem principal em Akumajō Dracula X Chi no Rondo (e seus remakes). Em Symphony of the Night, - uma sequência direta do jogo anterior que prossegue a história quatro anos depois - ele é possuído pelo necromante Shaft, fazendo o ex-protagonista ser um inimigo no título. Mas após completar o jogo é revelado um código para desbloquear Richter como um personagem jogável. Ele também é um personagem selecionável em um Extra Mode no jogo Castlevania: Portrait of Ruin.
Herói das séries Castlevania: Dracula X e também uma peça-chave em Castlevania: Symphony of the Night, Richter teve que ultrapassar legiões de monstros do Drácula para salvar Annette, seu interesse amoroso. Mas misteriosamente, em Symphony of the Night, ele desaparece. Ao longo da história é revelado que ele foi amaldiçoado por Shaft, um padre das trevas e servo de Drácula, tornando o confronto com Richter iminente no game. Assim, a continuação ou o fim do mesmo é decidido se você escolhe matá-lo ou não.
Em suas duas primeiras aparições, (Rondo of Blood e Dracula X) e também no prólogo de sua terceira (SOTN), Richter usa uma fita na cabeça e um uniforme azul. Em Symphony of the Night, apenas depois do prólogo da versão para Sega Saturn é que ele deixa o cabelo um pouco mais longo e usa vestes bem suntuosas. Ele também ganha várias novas habilidades no jogo, como um notável dash, um slide attack (chute rasteiro), um super salto que funciona como uppercut, entre outros. Richter comparece também em dois remakes de Rondo of Blood, que são Dracula X e Dracula X: Chronicles.
Em Portrait of Ruin, um ser semelhante a Richter luta contra Jonathan Morris em um teste criado por Stella e Loretta Lecarde. Richter, considerado o último caçador a usar o Vampire Killer, batalha com Jonathan para testar o verdadeiro valor dele em exercer o poder total do chicote. De fato, Richter pode ser interpretado como o último Belmont a empunhar o chicote Vampire Killer, já que a morte de Drácula por Julius Belmont ocorreu apenas em 1999, época muito a frente da linha do tempo no jogo. Ele também é citado no game como um dos Cinco Grandiosos.
Ele é dublado por David Vincent em Rondo of Blood e seus remakes.
Em Castlevania Judgment, quando Simon ou Trevor Belmont são adversários de Maria, uma de suas frases de abertura diz: "You stole that whip from Richter! Give it back!"; que quer dizer: "Você roubou esse chicote do Richter! Devolva-o já!".
Maria Renard (マリア･ラーネッド, Maria Rāneddo, lit. "Maria Learned")
Maria Renard é a irmã mais nova da noiva de Richter, Annette Renard. Ela aparece em Castlevania X: Rondo of Blood, (assim como nos remakes Dracula X: Chronicles para PSP e Dracula X para o SNES) Symphony of the Night, Castlevania Judgment, e Akumajō Dracula: The Medal.
Ela é uma parente distante do clã Belmont (diferente do que é mencionado em Castlevania: The Dracula X Chronicles, onde ela diz ser filha de um lorde local). Antes disso, em Castlevania: Dracula X para o Super Nintendo, ela revela ser a irmã de Annette, a amada de Richter - algo que também não é mencionado na versão original; Mais tarde, em Castlevania Judgment, ela é adotada e passa oficialmente a ser um membro dos Belmont.
Em 1792, os parentes de Maria foram mortos por asseclas do Conde, que capturaram ela e várias outras moças para as levarem ao Castelo na Transilvânia. Richter Belmont acaba salvando Maria de Shaft, um servo de Drácula que tentava lançar um feitiço sobre a mesma. Com ela salva, Maria passa a ser selecionável no jogo usando como mágica ataques animalescos aprimorados. Existe um final no qual ao invés de Richter, é Maria que derrota o Conde Drácula. Na introdução da sequência Symphony of the Night (Uma releitura da batalha do chefe final de Akumajō Dracula X), se a saúde do Richter chegar a zero durante a batalha contra o vampiro antagonista; Maria (de apenas 12 anos) surge e utiliza sua magia para restaurar toda a energia do caçador, além de amplificar as forças dele como último recurso para deter Drácula. Em Castlevania Judgment, é explicado ainda que ela lutou juntamente ao lado de Richter na batalha contra Drácula e que tem poderes equivalentes aos que os Belmont carregam no sangue. Diferente do que acontece com Annette, se você falhar em salvar Maria em Rondo of Blood, nenhuma referência a ela será mostrada no final do jogo.
Quatro anos após a derrota de Drácula em Rondo of Blood, Richter desaparece, e Maria imediatamente sai à procura dele. Depois de um ano de buscas, em 1797, ela finalmente encontrára pistas sobre o paradeiro dele em Castlevania. No castelo, ela descobre por meio de Alucard, que Richter está trabalhando em conluio com as forças das trevas. Apesar de não acreditar no início, ela comprova que tudo é verdade, mas acreditando que isso só é possível por conta dele estar possuído por alguma força malígna. Com base nisso, ela deu um óculos com lentes sagradas a Alucard, que permite ver além das más ilusões; dando chance para que ele pudesse quebrar o controle de Shaft sobre Richter e derrotar Drácula. Dependendo de certas ações que o jogador tomar durante o gameplay em Symphony, o jogador poderá terminar o jogo com diferentes finais. Em um deles, Maria confessa a Richter que jamais poderá viver sua vida se Alucard não estiver nela, e então vai atrás dele. Em outro, ela admite pra si mesma de que não pode aliviar o tormento que o meio-vampiro carrega e retorna para casa com o Belmont.
Maria também aparece em Judgment. Lá, ela age com um jeito bem mais infantil: Ela constantemente tropeça e calcula mal suas poderosas magias, só para efeitos cômicos, e na maior parte do tempo age com total ignorância sobre a natureza da Fenda do Tempo (Time's Rift), um exemplo seria o fato dela acreditar que tanto Simon quanto Trevor simplesmente tenham roubado o Vampire Killer de seu amigo Richter. Além disso, essa encarnação de Maria é obviamente obcecada no seu desenvolvimento corporal e com sua idade bem mais jovem, chegando até a reclamar contra Carmilla e Shanoa por serem anatomicamente mais bem estruturadas, e também chega a alegar que os volumosos seios de Sypha não passam meramente de um presente de Deus, satirizando sua ancestral por sugestionar que sua perfeição representa uma dependência em combate.
Na versão japonesa da franquia, seu sobrenome de família é geralmente soletrado em "Learned", mas a Konami vem usando a transliteração "Renard" em suas versões ocidentais; talvez por engano ou sendo proposital.
Shaft (シャフト, Shafuto)
Shaft é um padre das trevas que faz aparição como antagonista nos games Akumajō Dracula X Chi no Rondo e Castlevania: Symphony of the Night.
Em 1792, Shaft auxília Drácula no seu plano de sequestrar várias mulheres jovens. Ele é derrotado por Richter Belmont após invocar diversos monstros numa tentativa de destruí-lo. Mais tarde no jogo, o espírito de Shaft faz um último esforço para tentar deter o herói.
Em 1797, os monstros de Drácula raptaram Richter para Shaft enfeitiçar o caçador usando seus poderes do mal para controlá-lo, fazendo assim com que ele se volte contra qualquer um que busque desafiar o Conde Drácula. Maria supõe que ele possa estar sobre influência dele e então ajuda Alucard a ver através do ludíbrio de Shaft. Por fim, Alucard pôde salvar ele e ir a procura de Shaft para matá-lo; embora tenha conseguido, o padre das trevas também realizou com sucesso o dever de reviver Drácula.
Annette (アネット, Anetto)
Annette Renard é a noiva de Richter Belmont em Castlevania: Rondo of Blood (e também em Dracula X para o SNES e Dracula X: Chronicles para PSP).
Na história, ela é raptada pelos lacaios de Drácula, junto com Maria, Iris e Terra. Nos remakes Dracula X e Dracula X: Chronicles, a falha em salvar Annette resulta no encontro final como ela sendo uma vampira possuída.
Na versão ocidental do game Castlevania: Dracula X para SNES, seu nome foi soletrado como "Anett" durante a abertura do enredo do jogo. Em Rondo of Blood, seu design original é retratado como uma jovem garota de cabelo roxo; mas ela foi redesenhada para uma mulher loira - da mesma cor de sua irmã Maria - que veste trajes bem mais aristocráticos para os remakes Dracula X de SNES e Dracula X: Chronicles de PSP.
Iris (イリス, Irisu) e Terra (テラ, Tera)
Terra é uma freira e também líder da aldeia de Richter e Iris é filha do médico do povoado.
Em Akumajō Dracula X Chi no Rondo, elas foram raptadas juntas de Annette e Maria pelos lacaios de Drácula para provocar Richter. Embora sejam diferentes de Maria (por serem do tipo "Personagem não jogável"), elas possuem lugares específicos para serem salvas no game como ela; fazendo o jogador explorar mais áreas do castelo e consequentemente, por vezes, se desviar do caminho certo.
Terra e Iris são dubladas por Hiromi Murata e Akie Yasuda, respectivamente.
Lisa (リサ, Risa)
Lisa é a mãe de Alucard, e a segunda mulher de Drácula.
Diferente de outros, ela podia enxergar além da personalidade de Drácula e ver que na verdade, ele é apenas um homem solitário. Ela morreu queimada ao ser acusada de bruxaria por curar moradores de vilas com ervas da montanha. Alucard testemunhou sua morte e prometeu-lhe jamais odiar os humanos e lhe conta também que amará Drácula por toda a eternidade, frase que no chefe final de Symphony of the Night, Alucard repassa ao seu pai. A morte de Lisa foi indiretamente a razão pela qual Drácula jurou a destruição da humanidade.
Master Librarian (図書館の主, Toshokan no Shu)
Ele é um servo leal da família Vlad Tepes e é o encarregado do conhecimento que a livraria oferece.
Em Symphony of the Night, ele vende itens ao jovem mestre Alucard. Seus inventário vão desde comida e poções até magias e armas potentes. Um fato curioso é que não se sabe o que pode ter ocorrido a ele após o final do jogo, quando o castelo é destruído.
Succubus (サキュバス, Sakyubasu)
Na série, ela é um demônio de aparência feminina que usa os pensamentos mais profundos dos personagens para destruí-los em seus sonhos.
Em Symphony of the Night, a Succubus incorpora a aparência de Lisa para corromper Alucard. Quando ela foi derrotada, ela percebeu que se tratava do filho de Drácula, e então morre pelas mãos dele. A personagem Succubus (ou uma criatura da mesma raça) também surge em Lament of Innocence e Akumajo Dracula Pachislot.

## BloodlinesePortrait of Ruin
John Morris (ジョニー・モリス, Jonī Morisu, lit. "Johnny Morris")
Eric Lecarde (エリック・リカード, Erikku Rikādo, lit. "Eric Ricardo")
Elizabeth Bartley (エリザベート・バートリー, Erizabēto Bātorī, lit. "Elizabeth Báthory")
Drolta Tzuentes (ドロテア・ツェンテス, Dorotea Tsentesu, lit. "Dorothea Szentes")
Johnathan Morris (ジョナサン・モリス, Jonasan Morisu)
Charlotte Aulin (シャーロット・オーリン, Shārotto Ōrin)
Brauner (ブローネル, Burōneru)
Stella (ステラ, Sutera) e Loretta (ロレッタ, Roretta)
Vincent Dorin (ヴィンセント・ドリン, Vinsento Dorin)

## Castlevania (Nintendo 64)eLegacy of Darkness
Castlevania e Legacy of Darkness para o Nintendo 64 não são canônicos à série principal, sendo não relevantes para sua história.
Reinhardt Schneider (ラインハルト・シュナイダー, Rainharuto Shunaidā)
Carrie Fernandez (キャリー・ヴェルナンデス, Kyarī Verunandesu)
erro em {{japonês}}: Texto em japonês ou romaji necessário (ajuda)
Rosa (ローゼ, Rōze)
Actrise (アクトリーセ, Akutorīse)
Gilles de Rais (ジルドレ, Jirudore)
Renon (レノン, Renon)
erro em {{japonês}}: Texto em japonês ou romaji necessário (ajuda)
Cornell (コーネル, Kōneru)
Cornell é o protagonista de Castlevania: Legacy of Darkness. Sendo exceção na lista de protagonistas dos jogos de Castlevania ao não fazer parte da família Belmont, Cornell faz parte de um clã cujos membros foram transormados em homens-besta, sendo o único capaz de controlar a sua transformação. Ele tem como objetivo resgatar a sua raptada irmã, Ada, que seria usada como sacrifício para ressuscitar o Dracula. Perto do fim do jogo, é revelado que o verdadeiro sacrifício que seria utilizado era Cornell em si.
Ada (エイダ, Eida)
Ortega (オルテガ, Orutega)
Henry Oldrey (ヘンリー・オルドレー, Henrī Orudorē)
erro em {{japonês}}: Texto em japonês ou romaji necessário (ajuda)
erro em {{japonês}}: Texto em japonês ou romaji necessário (ajuda)

## Circle of the Moon
Circle of the Moon não é canônico à série principal, sendo não relevante para a história do mesmo.
Nathan Graves (ネイサン・グレーブズ, Neisan Gurēbuzu)
O protagonista de Circle of the Moon. Os pais de Nathan eram amigos de seu professor, Morris Baldwin. Dez anos antes do começo dos eventos do jogo, os pais de Nathan derrotaram o Dracula à custo de suas vidas. Morris, que também estava na batalha, conseguiu sobreviver e tornou Nathan seu pupilo. Nathan treinou ao lado do filho de Morris, Hugh, para tornar-se um caçador de vampiros. Nathan foi escolhido por Morris para ser o sucessor usuário da Hunter Whip (em português, "Chicote de Caçador").
Hugh Baldwin (ヒュー・ボールドウィン, Hyū Bōrudowin)
O filho de Morris e rival de Nathan. Hugh tem ciúme de Nathan pelo fato de seu pai tê-lo escolhido para ser o sucessor da Hunter Whip. Contudo, Nathan não retribui tal ódio e geralmente tenta chegar a um consenso com ele.
Morris Baldwin (モーリス・ボールドウィン, Mōrisu Bōrudowin, lit. "Maurice Baldwin")
Morris é o pai de Hugh e um caçador de vampiros veterano. Ele e os pais de Nathan derrotaram o Dracula dez anos atrás. Morris escolhe Nathan para ser o sucessor usuário da Hunter Whip ao invés de seu filho, Hugh, pois ele suspeitava que seu filho só queria o chicote para conseguir a glória de herdar a relíquia de família.

## Harmony of Dissonance
Juste Belmont (ジュスト・ベルモンド, Jusuto Berumondo)
Maxim Kischine (マクシーム・キシン, Makushīmu Kishin)
Lydie Erlanger (リディー・エルランジェ, Ridī Eruranje)

## Lament of Innocence
Leon Belmont (レオン・ベルモンド, Reon Berumondo)
Leon Belmont foi o primeiro Belmont a lutar contra as forças da Noite. Originalmente um Cruzado, leal a Igreja ele teve sua noiva sequestrada por monstros invandindo seus domínios sob comando de um vampiro. Proibido de ir atrás de lutar contra os monstros pela Igreja que estav mais interessada em lutar contra hereges do que monstros, Leaon abandona seu título para ir sozinho contra o vampiro para resgatar sua prometida. Ele é guiado para uma floresta chamada Eternal Night (Noite Eterna), ele conhece um alquimista chamado Rinaldo Gandolfi que se torna seu amigo e o ajuda em sua jornada lhe concedendo a Whip of Alchemy (Chicote de Alquimia). Leon é peão de um jogo guiado por Walter Bernhard, o vampiro e mestre do castelo na floresta, que quer um jogo de gato-e-rato com Leon e para atrair-lo, ele sequestrou algo precioso do herói, ou seja sua prometida Sara. Ele consegue resgatar-la só que Sara foi mordida por Walter e fica condenada a se tornar uma vampira. Ao unir a alma dela com o Whip of Alchemy, o chicote se torna o Vampire Killer (Matador de Vampiros), a arma suprema contra as criaturas da noite. Leon jura que o seu clã irá para sempre lutar contra os vampiros dando origem ao conflito entre a Família Belmont e o Conde Drácula.
Rinaldo Gandolfi (リナルド・ガンドルフィー, Rinarudo Gandorufī)
Um alquimista e o principal mercador do jogo, ele se torna amigo de Leon e o concede o Whip of Alchemy. O motivo pelo qual ajuda Leon é porque Rinaldo tem "assuntos inacabados" com o vampiro Walter: há muitos anos, a filha de Rinaldo foi transformada em vampira por Walter e matou sua mãe e irmãos na frente de Rinaldo, que ao se recuperar criou o Whip of Alchemy e procurou sua filha e a matou. Mais tarde, ele tentou se vingar de Walter, porém foi derrotado, quando esperava pela morte, foi poupado pelo vampiro que planejava usar o alquimista como mercador para ajudar os caçadores de vampiro procurando matar Walter para fazer o seu jogo parecer mais interessante. Tendo falhado em sua vingança, Rinaldo espera que outros consigam onde ele falhou. Depois da destruição de Walter, Rinaldo limpou sua alma e começou uma nova vida.
Sara Trantoul (サラ・トラントゥール, Sara Torantoūru)
A noiva de Leon, ela é a "donzela em perigo" do jogo, sequestrada por Walter para atrair Leon para dentro de sua floresta. Leon consegue resgatá-la depois de derrotar de matar os cinco monstros que protegem o castelo. Porém para o horror de Rinaldo e Leon, Sara foi mordida por Walter e iria se tornar uma vampira também. Leon descobre que o único modo de evitar isso é destruir Walter imediatamente, só que o vampiro é imune aos ataques normais do Whip of Alchemy e para tornar sua arma mais forte ele deve fundir a alma de alguém querido no chicote. Leon fica hesitante no inicio porém Sara não querendo se tornar uma vampira, aceita se fundir ao chicote para evitar que alguém mais sofra que nem ela. O sacríficio nobre dela oncede a Leon e, como consequência, a sua familia inteira o poder de destruir os vampiros com o Vampire Killer.
Walter Bernhard (ヴァルター・ベルンハルト, Varutā Berunharuto)
O principal antagonista do jogo antes do Conde Drácula, ele era um poderoso vampiro de idade desconhecida porém era antigo o suficiente para achar a vida eterna entediante. Ele cria um jogo de gato-e-rato onde ele atrai caçadores e guerreiros onde luta e sempre vence. Para atraí-los, Walter rouba algo ou alguém precioso de sua vítima e os atrai a sua floresta. Ele tem em sua possessão a Ebony Stone (Pedra de Ébano), que concede o poder de criar noite eterna, e ele usa para cobrir sua floresta com escuridão sem fim, além de dar a Walter imunidade ao Chicote de Alquimia usado por Leon. Porém ele cai sob o poder do Matador de Vampiros criado para ser a destruição das criaturas da noite.
Joachim Armster (ヨアヒム・アルムスター, Yoahimu Arumusutā)
Um personagem secreto no jogo, Joachim Armster é um vampiro que vive no castelo de Walter, ele é o único personagem controlável da série inteira que é um vampiro. Encontrado na Prisão da Cachoeira como um chefe de fase, Joachim procura Walter com a intenção de se vingar dele por ele o ter traído e o aprisionado ali. Ele encontra Leon e menciona a Ebony Stone, quando o herói pergunta o que é, Joachim diz que só irá contar se ele o vencer. Ao ser derrotado, Joachim conta as propriedades secretas da relíquia e morre. Ao terminar o jogo como Leon pela primeira vez, é possível jogar como Joachim começando com o nome @JOACHIM num modo diferente de Leon. Não tem cutscenes ou uma história formal para o modo história de Joachim, exceto pelo final ao vencer o chefe final, vemos Joachim sentado na trono de Walter, rindo maniacamente, indicando que ele é novo mestre de Castlevania.

## Order of Ecclesia
Shanoa (シャノア, Shanoa)
Albus (アルバス, Arubasu)
Barlowe (バーロウ, Bārou)
Nikolai (ニコラエ, Nikorae)
Jacob (ヤコブ, Yakobu)
Abram (アヴラム, Avuramu)
Laura (ローラ, Rōra)
Eugen (オイゲン, Oigen)
Aeon (イオン, Ion, lit. "Ion")
Marcel (マルセル, Maruseru)
George (ゲオルグ, Georugu)
Serge (セルジュ, Seruju)
Anna (アナ, Ana)
Monica (モニカ, Monika)
Irina (イリナ, Irina)
Daniela (ダニエラ, Daniera)

## Judgment
Judgment não é canônico à série principal, sendo não relevante para a história do mesmo

Aeon (アイオーン)
Aeon é um viajante do tempo que não possui uma era própria para chamar de origem. Ele jogou vários heróis e vilões de eras diferentes em uma mesma época através de uma rachadura no tempo para coletar chaves-alma, e encontrar um campeão que possa impedir o Time Reaper de destruir o universo.
erro em {{japonês}}: Texto em japonês ou romaji necessário (ajuda)
Golem foi originalmente criado por Carmilla para ser um guarda sem mente das ruínas ancestrais. Quando ele foi jogado na rachadura do tempo por Aeon, ele adquiriu consciência, acordando a si mesmo. Ele lutou contra campeões para tornar-se humano e descobrir o significado de sua existência. Ele perde a sua consciência quando ele retorna à sua época.
erro em {{japonês}}: Texto em japonês ou romaji necessário (ajuda)
The Time Reaper é um ser de 10 mil anos no futuro que foi enviado por Galamoth, com o objetivo de destruir o Dracula e o universo. Curiosamente, em Judgment ele possui uma aparência bastante semelhante à de Death em Curse of Darkness.

## Kid Dracula
Kid Dracula não é canônico à série principal, sendo não relevante para a história do mesmo.
erro em {{japonês}}: Texto em japonês ou romaji necessário (ajuda)
erro em {{japonês}}: Texto em japonês ou romaji necessário (ajuda)

## Personagens não-canônicos
Os seguintes personagens e suas histórias não fazem parte da história principal da série.
Sonia Belmont (ソニア・ベルモンド, Sonia Berumondo)
erro em {{japonês}}: Texto em japonês ou romaji necessário (ajuda)

## Lords of Shadow
Lords of Shadow se trata de um reboot da franquia,que não faz parte da linha do tempo da série principal,e como mencionado pelo produtor Dave Cox,não influenciará em nada no enredo oficial de castlevania.
Gabriel Belmont (ガブリエル· ベルモンド, Gaburieru Berumondo)
Gabriel é um membro da Irmandade da Luz,elite de cavaleiros sagrados que protegem e defendem os inocentes contra as forças sobrenaturais.Ele teve conhecimento de um artefato sagrado capaz de trazer de volta os mortos,e agora pretende usá-lo para reviver Marie,sua falecida esposa.Quando ainda era um bebê,Gabriel foi encontrado na porta de um dos conventos da Irmandade da luz.Alguns suspeitam que ele poderia ser o filho indesejado da nobre família Cronqvist,mas isso nunca de fato comprovado.A ordem nomeou o menino de Gabriel,nome de um dos arcanjos mais poderosos do céu,abençoando-o e criando ele como um dos seus.A criança provou ser extremamente talentosa,adquirindo o domínio no combate sem igualdades.Gabriel pôs em si o sobrenome Belmont devido ao seu grande aprecio por montanhas e lugares (devido ao nome Belmont ser de origem francesa,significando "bela montanha"). Gabriel foi profundamente afetado pela morte de Marie,e a partir daquele dia,ele iniciou uma jornada para trazê-la de volta,rejeitando a ajuda de seus companheiros da irmandade,alimentando apenas o desejo ardente de vingança contra o responsável.Em uma cena pós-créditos,Gabriel aparece em tempos modernos escondido numa igreja,transformado em um vampiro.Ele se nomeia agora Dracul(Drácula em romeno),o príncipe das trevas.Ele é dublado por Robert Carlyle.
Zobek (ゾベック, Zobekku?)
Zobek é um espadachim misterioso que incentiva Gabriel a obter a máscara de Deus para trazer de volta sua finada esposa Marie.Se as crônicas registradas na Irmandade são verdadeiras,então Zobek é um de seus maiores guerreiros.A lista de feitos heroicos atribuídos a ele são tão impressionantes quanto o seu vasto conhecimento na arte da guerra ou mesmo as habilidades de luta poderosos que ele pode demonstrar,apesar de sua idade.Sua arma de escolha é uma espada simples longa que ele lida com habilidade e entusiasmo.Estranhamente, ele gosta de usar um uniforme antiquado da Irmandade da Luz,que,segundo ele,foi herdado de um de seus antepassados,um dos membros fundadores da Irmandade da Luz.A verdade é que Zobek se trata do lado obscuro(um lord of shadow) originado por um dos membros fundadores da ordem,o senhor dos necromancers.Isso leva a crer que Zobek possivelmente se trata do braço esquerdo de Drácula,Death,neste universo paralelo.Ele é dublado por Patrick Stewart.
Carmilla (カーミラ, Kāmira)
Em Lords of shadow, Carmilla é uma dos fundadores da ordem que, após ascender aos céus, originou consequentemente seu lado obscuro (uma lord of shadow), neste caso Carmilla, senhora dos vampiros. Antes de ascender sua alma ao céu, Carmilla era conhecida por ser uma mulher amável que adorava todas as criaturas da Terra. Isso é um fato marcado na descrição da vida dela no romance original. Quando Gabriel confronta Carmilla, a mesma busca seduzi-lo, e sem obter resultado diz que o mesmo será traído, e que não existe ressurreição para aqueles que o Belmont ama, afirmando que ele se tornaria inevitavelmente igual a ela, um monstro. Carmilla é morta por Gabriel em sua forma demoníaca, tendo o coração perfurado pela cruz do Belmont. Ela é dublada por Sally Knyvette.
erro em {{japonês}}: Texto em japonês ou romaji necessário (ajuda)
Em Castlevania: Lords of Shadow,Laura é filha de Carmilla,que desafia Gabriel com jogos perigosos.No Dlc Reverie,Laura ajuda Gabriel à conter um mal milenar contido há muito tempo pelos membros fundadores da irmandade no castelo Bernhard.Para que o herói pudesse cruzar o portão que residia o demônio Forgotten One,Laura sacrificou sua vida para que o mesmo adentrasse a dimensão,sendo que com isso Gabriel acabaria se tornando um vampiro,como Laura.
Marie (マリー, Mari?)
Marie é a amada esposa de Gabriel que foi brutalmente assassinada pelas forças malignas dos lordes da sombra.Sua alma foi presa assim como os demais falecidos,e seu espírito então orienta Gabriel em sua missão de livrar a terra do mal.Ela é dublada por Natascha McElhone.
Pan (パン, Pan?)
Pan é o deus grego da antiga floresta que carrega consigo enigmas e pistas para a salvação do mundo.Pan entrou em contato com a Irmandade da Luz para lhes dizer que Marie Belmont o chamava do outro lado,desejando falar com seu marido para guiá-lo até o deus em busca da verdade.Durante a viagem de Gabriel,Pan assume diversas formas,incluindo a de um cavalo,uma águia e um cavaleiro de armadura folheada.Pan guia Gabriel até seu destino,sendo que no meio deste,o deus teria de se sacrificar para ajudar o herói.Ele é dublado por Aleksander Mikic.

## Lords of Shadow: Mirror Of Fate
Castlevania: Lords of Shadow - Mirror of Fate se trata de um jogo eletrônico da série Castlevania,e uma sequência direta do reboot,Castlevania: Lords of Shadow.
erro em {{japonês}}: Texto em japonês ou romaji necessário (ajuda)
O filho de Gabriel criado secretamente pela Irmandade da Luz.Marie impediu que Gabriel soubesse da existência do filho pois,segundo a profecia,Trevor seria a única esperança da irmandade caso Gabriel acabasse caindo nas sombras.Anos mais tarde,Trevor é informado de sua linhagem e do que realmente aconteceu com sua mãe.Partindo para o castelo de Drácula,Trevor decide confrontar seu pai para vingar a morte de sua mãe.Ele é dublado por Richard Madden
erro em {{japonês}}: Texto em japonês ou romaji necessário (ajuda)
O filho de Trevor que testemunhou com apenas seis anos a morte de seus pais durante um de muitos ataques das tropas de Drácula.Fugindo para a floresta,ele foi encontrado e criado pelo povo das montanhas.Simon nunca esqueceu do que havia acontecido com sua mãe,e jurando vingança contra o responsável,ele treinou arduamente,tornando-se talentoso no combate,igual ao seu pai.Aos 36 anos,Simon parte para a terra de seu nascimento,a procura de Drácula,para encará-lo cara a cara,e destruí-lo para sempre.Ele é dublado por Alec Newman.
erro em {{japonês}}: Texto em japonês ou romaji necessário (ajuda)
O pai de Trevor e avô de Simon.Gabriel havia sido tomado pelas trevas durante sua jornada em Lords of Shadow.Exilado no castelo Bernhard,o que antes era um homem generoso e honrado,agora era o senhor dos vampiros,Drácula,disposto a acabar com a irmandade,responsável por sua trágica história.
erro em {{japonês}}: Texto em japonês ou romaji necessário (ajuda)
Morto pelo pai antes da verdade ser revelada,Trevor recebe o sangue de Gabriel durante a tentativa desesperada do pai de trazê-lo de volta à vida.Sem nenhum sinal de vida,Trevor é enterrado pelo pai num caixão inscrito com as iniciais Alucard.Anos adormecido,Trevor desperta da morte,agora com poderes vampirescos.Partindo rumo ao castelo Bernhard mais uma vez para confrontar seu pai,Alucard chega como um raio de esperança para Simon Belmont,salvando duas vezes da morte.